# Sista Styverns trappor
| Sista Styverns trappor från Fjällgatan, 1923 och 2010. |  | Sista Styverns trappor från Fjällgatan, 1923 och 2010. |
| Sista Styverns trappor från Fjällgatan, 1923 och 2010. |  |                                                        |

Sista Styverns trappor är en lång trätrappa som leder från Fjällgatan (mellan nummer 28 och 30) upp till Stigbergsgatan på Södermalm i Stockholm. Trapporna fick sitt nuvarande namn 1967. 

## Historik

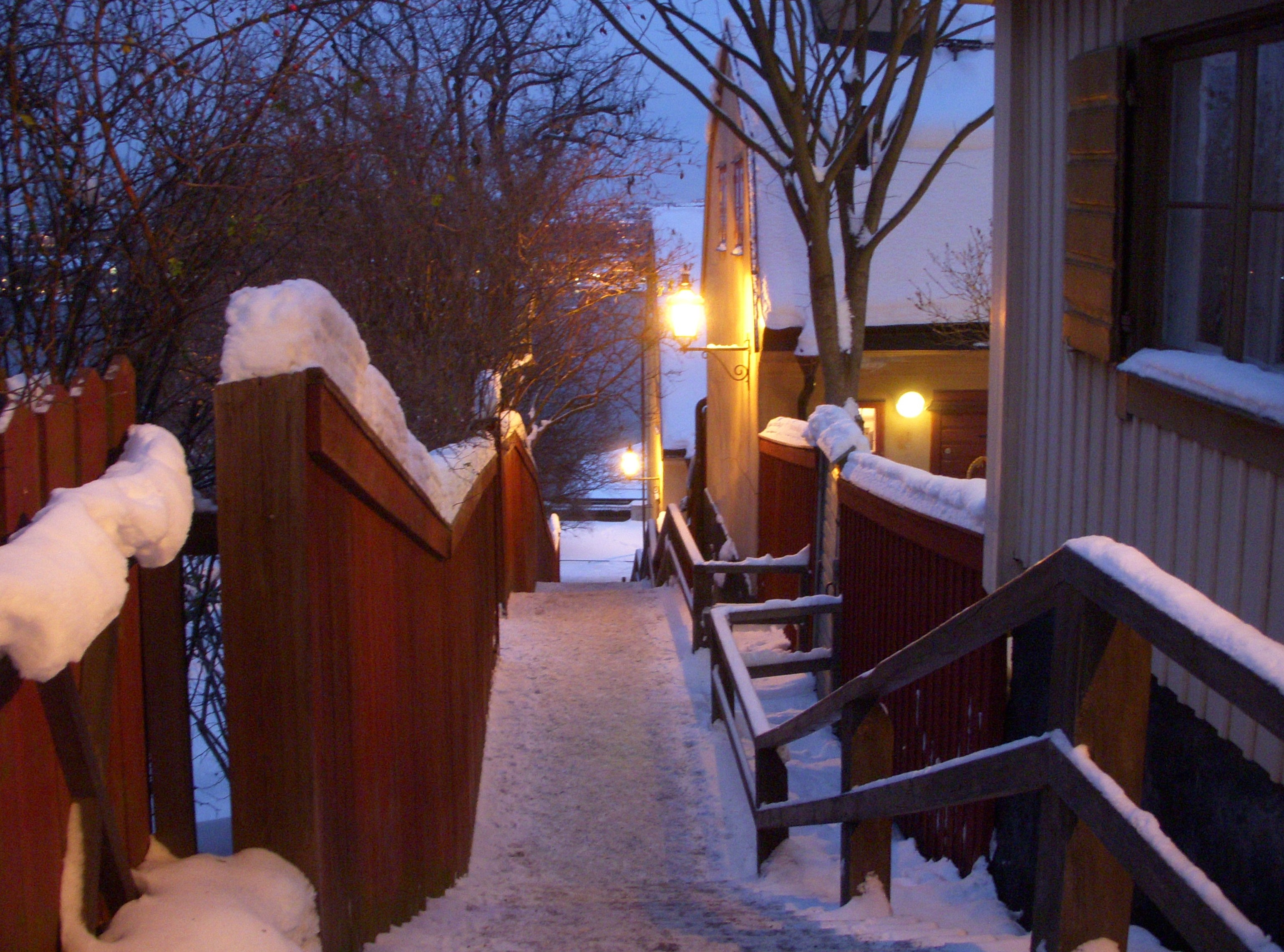
Sista Styverns trappor sedda från Stigbergsgatan i december 2010.

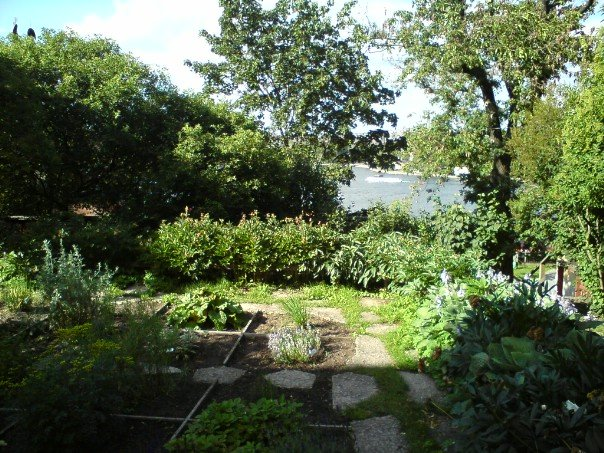
Utsikt från trädgården nedanför Sista Styverns trappor mot Saltsjön, 20 juli 2009

Tidigare namn var Mikaels trappgränd och Mikaelsgränd, som båda hade sitt namn efter Stockholms bödel Mikael Reissuer. Hans namn återfinns även i Mäster Mikaels gata och kvarteret Mäster Mikael. Stockholms namnberedning ansåg bland annat att denne Mikael hade fått väl mycken heder med alla dessa namn. En annan anledning var önskemålet att återuppliva ett äldre namn från 1834: Sista Styfwerns Trappor, som ledde en gång från Fjällgatan ner till Stadsgården.
"Sista Styvern" var en krog som låg i Stadsgården. Krognamnet i sin tur hör till samma kategori som Pungpinan i Skarpnäck och Fördärvet på Långholmen, alltså platser där man kunde förlora både pengar (styver) och hälsan. En styver var ett mynt av låg valör. De ursprungliga Sista styverns trappor revs 1899 när Stadsgården breddades. Det är i denna (numera försvunna) del av trapporna som romanen Flickan i Stadsgården av August Blanche utspelar sig, där "clarister" utkämpade sin strid mot "katrinister" (kapitel: Slaget i Sista styverns trappor).
Intill trappornas östra sida, vid Stigbergsgatan, ligger Anna Lindhagens täppa.